# Groupe ordonné
Ne doit pas être confondu avec Ordre (théorie des groupes).
Un groupe ordonné est un groupe muni d'une relation d'ordre respectée par les translations.

## Définitions
Soit (G,.) un groupe (la loi du groupe étant notée multiplicativement) et ≤ une relation d'ordre sur G. On dit que celle-ci est compatible avec la loi du groupe lorsque pour tous éléments x, y et z du groupe, la relation x ≤ y entraîne les deux relations zx ≤ zy et xz ≤ yz. Un groupe ordonné est un ensemble muni simultanément d'une loi de groupe et d'une relation d'ordre compatible. On appelle groupe totalement ordonné un groupe ordonné dont la relation d'ordre est  totale.
Dans un groupe G ordonné, un élément est dit positif s'il est supérieur à l'élément neutre eG, et négatif s'il lui est inférieur.
Une partie P d'un groupe G  forme l'ensemble des éléments positifs de G pour un certain ordre compatible si et seulement si P est un cône positif, c'est-à-dire : PP ⊂ P, P∩P−1 = {eG}  et P est stable par conjugaison.

## Exemples
Le groupe additif des réels, (ℝ, +), est un groupe abélien totalement ordonné par l'ordre usuel.
Grâce aux trois premières propriétés ci-dessous, on en déduit immédiatement bien d'autres groupes abéliens totalement ou partiellement ordonnés.

## Propriétés
- Tout sous-groupe d'un groupe ordonné (resp. totalement ordonné) est un groupe ordonné (resp. totalement ordonné) par la restriction de l'ordre du groupe.
- Tout produit (même infini) de groupes ordonnés est un groupe ordonné par l'ordre partiel produit. Si l'ensemble d'indices est bien ordonné, le produit est également muni d'un ordre lexicographique qui est, lui aussi, compatible.
- Tout groupe isomorphe à un groupe ordonné (resp. totalement ordonné) est un groupe ordonné (resp. totalement ordonné) par l'ordre induit.
- Dans un groupe ordonné, pour tous éléments x, y, x' et y', les inégalités x ≤ y et x' ≤ y' entraînent l'inégalité xx' ≤ yy'.Dit autrement, on peut composer membre à membre des inégalités de même sens. En effet, d'après la définition, l'inégalité x ≤ y entraîne xx' ≤ yx'. De même, l'inégalité x' ≤ y' entraîne yx' ≤ yy'. On conclut par transitivité de la relation d'ordre.
- Dans un groupe ordonné, pour tous éléments x et y, l'inégalité x ≤ y entraîne l'inégalité y−1 ≤ x−1.Dit autrement, on peut passer à l'inverse dans une inégalité en en changeant le sens[1]. Pour obtenir ce résultat, il suffit de multiplier l'inégalité x ≤ y par y−1 à gauche et par x−1 à droite.
- Dans un groupe totalement ordonné, la conjugaison préserve le « signe » (y > eG ⇔ xyx−1 > eG), et tout élément est à racines uniques (pour tout entier n non nul, xn = yn ⇒ x = y).
- Tout groupe totalement ordonnable est sans torsion.La réciproque est vraie si le groupe est abélien, mais fausse dans le cas général : par exemple le groupe fondamental de la bouteille de Klein, c'est-à-dire le groupe à deux générateurs a et b liés seulement par aba−1 = b−1, est sans torsion mais (d'après le point précédent) pas totalement ordonnable[2].
- Théorème de Hölder (1902) : tout groupe totalement ordonné archimédien est abélien et se plonge dans (ℝ, +, ≤).